# Galt F.C.
Galt F.C. – kanadyjski klub piłkarski, mający siedzibę w mieście Galt (obecnie Cambridge), w prowincji Ontario, na południu kraju.

## Historia
Chronologia nazw:
- 1881: Galt F.C.
- 1910: klub rozformowano

Piłkarski klub Galt F.C. został założony w Galt w 1881 lub w 1882 roku. W 1901 roku zespół po raz pierwszy zdobył Puchar Ontario, powtarzając swój sukces w kolejnych dwóch sezonach. W 1903 roku klub zorganizował spotkania piłkarskie z klubami prowincji Manitoba, przez 25 dni rozegrał 17 gier, w których wygrał 16 i 1 zremisował, zdobywając 46 goli i tracąc 2. W 1904 roku na Igrzyskach Olimpijskich w St. Louis, zespół reprezentował Kanadę, tak jak oficjalnie piłka nożna stała się dyscypliną olimpijską dopiero w 1908 roku. Turniej piłkarski na Olimpiadzie miał tylko status pokazowy, dlatego Galt F.C. rozegrał tylko dwa mecze. Wygrywając z wynikiem 7:0 (Christian Brother College) i 4:0 (St. Rose) klub zdobył złote medale dla Kanady. W 1905 roku Galt F.C. rozegrał mecz z brytyjskim zespołem The Pilgrims. To spotkanie przyciągnęło wiele uwagi zarówno w Kanadzie i, jak i północnych Stanach Zjednoczonych i zebrało 3500 widzów na Dixon Park Stadium. Mecz zakończył się wynikiem 3:3. W 2004 roku, w rocznicę zwycięstwa Galt F.C. w Igrzyskach Olimpijskich, zespół został wprowadzony do Hall of Fame kanadyjskiego futbolu.

## Sukcesy

### Trofea międzynarodowe
- Letnie Igrzyska Olimpijskie:
  - zdobywca: 1904

### Trofea krajowe
- Ontario Cup:
  - zdobywca: 1901, 1902, 1903

## Stadion
Klub rozgrywał swoje mecze domowe na stadionie Dixon Park w Galt, który może pomieścić 3500 widzów.